# Silvia Lloris Nicolás
Silvia Lloris Nicolás (El Palmar, Múrcia, 15 de maig de 2004) és una futbolista espanyola que juga de migcampista al Llevant.
Lloris va començar la seua carrera a l'acadèmia d'El Palmar, un equip masculí de Múrcia. El 2020 es va incorporar al Llevant UE, i es va consolidar com a jugadora en els equips inferiors de la selecció espanyola.